# 順陵 (李倓)
顺陵为唐朝皇家陵寝之一，为唐肅宗第三子李倓墓。位于京兆府咸阳县咸阳原（今陕西省咸阳市）。
757年，肃宗听信谗言，赐李倓死。768年正月二十，李倓长兄唐代宗追封李倓为齐王，五月十二，又追谥为承天皇帝，与兴信公主（唐玄宗女，李倓姑母）第十四女张氏（張說孙女、张垍女）冥婚，谥恭顺皇后，备礼改葬于顺陵。《邺侯家传》称李倓葬在齐陵。其实，齐陵是唐肃宗长兄李琮之墓。司马光《資治通鑒》在此根据《唐实录》记作顺陵。